# Simaetha gongi
Simaetha gongi là một loài nhện trong họ Salticidae.
Loài này thuộc chi Simaetha. Simaetha gongi được Peng, Gong & Joo-Pil Kim miêu tả năm 2000.